# 金勢訓
金勢訓（キム·セフン）(Winston Saehoon Kim)はBCCグループ（BCCグローバル）の代表(Head)、BCC韓国法人長。元ダウ・ジョーンズ、ウォール・ストリート・ジャーナル韓国支社長、アジア最高実績のピナクル·アワード2回受賞、韓国情報司の海外情報収集、外信通訳·翻訳研究院などの経歴を持っている。 BCCグローバルは中国企業·産業リサーチ専門コンサルティンググループであり、主な顧客はフォーチュン500の企業である。 韓国国内では主に財閥の大手企業が主なクライアントである。 BCCは2008年、中国系アメリカ人、台湾系アメリカ人で構成された創業メンバーによって発足し、現在、金代表の上司であるスタンフォード大学卒業の中国系アメリカ人のChao Zhangと台湾系アメリカ人のTed Lin(テッド·リン)の2人が共同会長を歴任している。 会長役員らは皆、ハーバード大学経営大学院とスタンフォード大学の同窓生である。 金副会長は会長2人を補佐し、上海、ニューヨーク、北京、ソウル、インドなど世界各国の9都市でのBCCの法人を管理している。現任大韓民国の社団法人「中国資本市場研究会」の会長でもある。